# San Ignacio Miní
San Ignacio Miní là một trong nhiều khu truyền giáo Kitô được thành lập năm 1632 ở Argentina, bởi các tu sĩ Dòng Tên tại tỉnh Paraguay ở Nam Mỹ trong thời kỳ thuộc địa Tây Ban Nha. Nó nằm gần thung lũng San Ignacio ngày nay, cách khoảng 60 km về phía bắc của Posadas, tỉnh Misiones, Argentina. Năm 1984, nó là một trong số bốn địa điểm truyền giáo ở Argentina được UNESCO công nhận là Di sản thế giới.

## Lịch sử
Khu vực ban đầu được xây dựng vào năm 1610 bởi các tu sĩ dòng Tên là José Cataldino và Simón Maceta tại khu vực được những người bản địa gọi là Guayrá và Chinh tướng Tây Ban Nha gọi là La Pinería tại bang Paraná, Brazil. Trước các cuộc tấn công liên tục của Bandeirantes Bồ Đào Nha, khu truyền giáo được chuyển đi vào năm 1666 tại một địa điểm khác cho đến khi chuyển tới đây vào năm 1696. Nó được gọi là San Ignacio Miní (có nghĩa là "nhỏ" trong Guaraní) để phân biệt với các khu truyền giáo lớn hơn cũng nằm trong khu vực.
Trong thế kỷ XVIII, khu truyền giáo này có dân số khoảng 3000 người, chủ yếu là người bản địa. Họ sản xuất các sản phẩm văn hóa và thủ công mỹ nghệ phong phú, để thực hiện hoạt động thương mại với những người Tây Ban Nha thông qua sông Paraná gần đó. Sau sự đàn áp năm 1767, các tu sĩ Dòng Tên đã rời khu truyền giáo một năm sau đó. Người bản xứ đã phá hủy khu truyền giáo này vào năm 1817, cũng như nhiều các khu truyền giáo khác trong khu vực.
Tàn tích ở đây là một trong những di tích được bảo tồn tốt nhất được xây dựng trên lãnh thổ của tỉnh Paraguay, mà ngày nay thuộc các nước Argentina, Brazil và Paraguay. Do là nơi dễ dàng tiếp cận nên nó là một trong những khu truyền giáo được ghé thăm nhiều nhất. Xung quanh tàn tích này là thảm thực vật dày đặc. Khu truyền giáo San Ignacio Miní được xây dựng theo phong cách "Baroque Guaraní" được tìm thấy vào năm 1897. Nó thu hút sự chú ý hơn sau chuyến thám hiểm năm 1903 của nhà thơ Leopoldo Lugones. Chính phủ đã không thực hiện thăm dò và trùng tu chính thức cho mãi đến năm 1940.

## Mô tả
Quảng trường chính ban đầu được bao quanh bởi nhà thờ, một nhà hội đồng, một nghĩa trang, một tu viện và một số ngôi nhà. Nhà thờ tráng lệ với chiều dài 74 mét và rộng 24 mét được thiết kế bởi linh mục người Ý Juan Brasanelli, và xây dựng bằng đá sa thạch đỏ địa phương. Chiều rộng của các bức tường là khoảng 2 mét.
Năm 1984, khu tàn tích được UNESCO công nhận là Di sản thế giới, cùng với nhiều khu truyền giáo khác ở tỉnh Misiones là Santa Ana, Santa María và Nuestra Señora de Loreto.
Hình ảnh của nó được đưa vào lễ khai mạc Di tích Thế giới 1996 do Quỹ Di tích Thế giới tổ chức thu hút sự chú ý khẩn cấp đến quá trình bảo vệ và tái thiết, cũng như kế hoạch bảo tồn đầy đủ. Với nguồn tài trợ từ American Express, cổng phía đông đã được phục hồi. Sau đó là cổng chính và một trung tâm du khách đã được xây dựng.